# Helene Grass

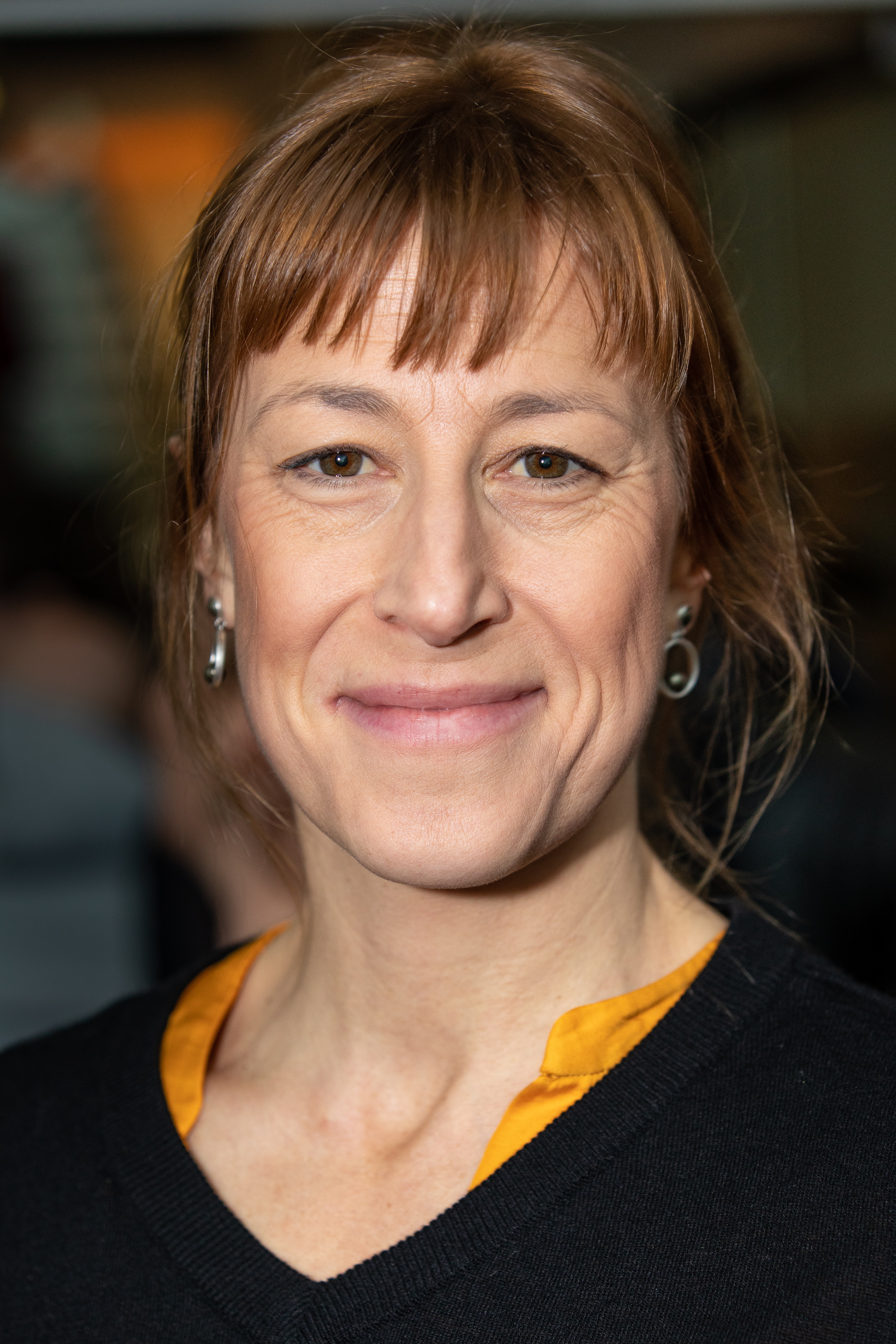
Helene Grass (2020)

Helene Grass (* 28. Juni 1974 in Hamburg) ist eine deutsche Film- und Theaterschauspielerin. Zudem spricht sie regelmäßig in Hörspiel- sowie Hörbuchproduktionen.

## Leben
Helene Grass – Tochter der Architektin Veronika Schröter und des Schriftstellers Günter Grass – ist in der Geschwisterfolge das zweitjüngste Kind von sechs leiblichen Kindern ihres Vaters. Zusammen mit ihren Geschwistern wuchs Helene Grass in Hamburg, Berlin und Zürich auf. Nach ihrem Schulabschluss absolvierte sie von 1993 bis 1997 eine Schauspielausbildung an der Otto-Falckenberg-Schule in München. Erste Engagements hatte sie in München, Braunschweig und in Zürich. Sie arbeitete beim Bayerischen Rundfunk (BR), Norddeutschen Rundfunk (NDR), Westdeutschen Rundfunk (WDR) und wirkte in zahlreichen Kino- und Fernsehproduktionen mit.
In einem Interview, das die Journalistin Christine Mortag geführt hat, nennt Helene Grass auf die Frage nach ihren Lieblingskinderbüchern die Titel Wir Kinder aus Bullerbü und Das doppelte Lottchen. Als Begründung gibt sie an, sie wäre gern ein Zwilling gewesen.
Helene Grass hat zwei Kinder und ist mit dem Dirigenten und ehemaligen Generalmusikdirektor des Landestheaters Detmold Lutz Rademacher verheiratet.

## Filme (Auswahl)
- 1996: Der Fahrradfahrer oder Schröders Leidenschaft
- 1997: Die Rättin
- 1998: Einsatz Hamburg Süd
- 2000: Herzschlag – Das Ärzteteam Nord
- 2004: Das Zimmermädchen
- 2004: Wo bleibst Du, Baby?
- 2005: Liebe ’05
- 2005: Unkenrufe – Zeit der Versöhnung[4]
- 2006: Futschicato
- 2006: Tatort: Schwarzes Herz
- 2006: Tatort: Stille Tage
- 2007: Der andere Junge
- 2007: Der Unbequeme – Der Dichter Günter Grass[5]
- 2007: GG 19 – Deutschland in 19 Artikeln
- 2007: Einmal Dieb, immer Dieb
- 2007: Einsatz in Hamburg – Die letzte Prüfung
- 2007–2013: Stubbe – Von Fall zu Fall
  - 2013: Tödliche Bescherung
- 2010: Es war einer von uns (Fernsehfilm)
- 2010: Luks Glück
- 2012: Frohes Schaffen – Ein Film zur Senkung der Arbeitsmoral
- 2013: Notruf Hafenkante – Gefangen
- 2014: Morden im Norden – Der letzte Drink
- 2014: Polizeiruf 110 – Käfer und Prinzessin
- 2014: 3/4
- 2015: Bach in Brazil
- 2015: Einfach Rosa: Die Hochzeitsplanerin
- 2015: Nord Nord Mord – Clüvers Geheimnis (Kurzauftritt)
- 2016: Akte Ex – Die letzten Tage
- 2016: Sanft schläft der Tod
- 2016–2021: Rentnercops
- 2016: Der Kriminalist – Ihr letzter Hit
- 2017: SOKO München – Kaninchenmord
- 2017: Tatort: Wacht am Rhein
- 2017: Magda macht das schon! – Zweite Meinung
- 2017: Notruf Hafenkante – Fremder Vater
- 2018: Die Heiland – Wir sind Anwalt
- 2019: Zielfahnder – Blutiger Tango
- 2021: SOKO Köln – Absacker
- 2021: Legal Affairs
- 2022: Nord Nord Mord – Sievers und das mörderische Türkis
- seit 2022: Doktor Ballouz (Fernsehserie)
- seit 2022: Wendland (Fernsehreihe)
  - 2022 Stiller und die Geister der Vergangenheit
  - 2024: Stiller und das große Schweigen
  - 2024: Stiller und der rote Faden
  - 2025: Stiller und der Teufelssauger
- 2022: Ein Sommer auf Langeoog
- 2022: SOKO Leipzig – Zwischen den Zeilen
- 2024: Der Fall Marianne Voss
- 2024: Yvonne und der Tod
- 2025: Helix (Fernsehfilm)

## Hörbücher (Auswahl)
- Kurt Tucholsky: Rheinsberg. Ein Hörbuch für Verliebte. Diogenes, Zürich 2006, ISBN 3-257-80018-5
- Apuleius: Amor und Psyche. Grosser & Stein, Pforzheim 2007, ISBN 978-3-86735-213-0
- Hilke Rosenboom: Wie die Kichererbsenprinzessin ihr Lachen zurückbekam. Der Audio Verlag, Berlin 2008, ISBN 978-3-89813-724-9
- Juli Zeh: Unterleuten. Der Hörverlag, München 2016, ISBN 978-3-8445-2133-7

## Hörspiele und Features
- 2006: Martina Schulte/Andreas Becker: Nach Hause telefonieren – Call-Shop Stories – Regie: Petra Feldhoff (Feature – WDR/SR/RBB/DKultur)
- 2021: Jenseits der Zeit. Trisolaris-Trilogie nach Liu Cixin – Regie: Martin Zylka (Hörspiel – WDR)
- 2024: The Belles. Fantasy-Hörspiel-Serie nach Dhonielle Clayton – Regie: Petra Feldhoff (Hörspiel – WDR[6])